# Партія «Нова Комейто»
Партія «Нова Комейто» (яп. 公明党 — комейто, «Партія чистого правління»; англ. New Komeito — «Нова Комейто») — японська політична партія консервативного спрямування заснована в 1998 році необудистами секти «Сока Гаккай». Після загальних парламентських виборів 2005 року перебувала в коаліції з ЛІберально-демократичною партією Японії. Низка членів партії стали міністрами уряду Абе Сіндзо.
Позачергові парламентські вибори 14 грудня 2014 року виграла керівна коаліція: Ліберально-демократична партія здобула 290 місць, а партія «Нова Комейто» — 35 місць.

## Виноски
1. ↑  Парламентські вибори в Японії виграла правляча коаліція

| Прапор Японії | Це незавершена стаття про Японію. Ви можете допомогти проєкту, виправивши або дописавши її. |